# Ted Buckner
Theodore Guy „Ted“ Buckner (* 14. Dezember 1913 in St. Louis, Missouri; † 12. April 1976 in Detroit) war ein US-amerikanischer Swing-Altsaxophonist.

## Leben
Ted Buckner war der Bruder des Swing-Organisten Milt Buckner. Er wuchs in Detroit auf, wo er schon früh in lokalen Bands arbeitete, dann bei den McKinney’s Cotton Pickers. Bekannt wurde er vor allem durch seine Mitgliedschaft in der Band von Jimmie Lunceford, der er von 1937 bis 1943 angehörte. Nach seiner Arbeit für Lunceford spielte Buckner vorwiegend mit Bands in  Detroit, wo er bis in die 1970er Jahre arbeitete. Er leitete dort auch eigene Formationen, arbeitete in den Motown Studios und war der Co-Leader einer Big Band mit Jimmy Wilkins, dem Bruder von Ernie Wilkins. 1975 tourte er durch Europa und trat mit einer Neuformierung der New McKinney’s Cotton Pickers auf.